# Sindaci di Trieste
Di seguito l'elenco cronologico dei sindaci di Trieste e delle altre figure apicali equivalenti che si sono succedute nel corso della storia.

## Impero austriaco/Impero austro-ungarico (1850-1918)
| Periodo | Periodo | Primo cittadino            | Partito                    | Carica  | Note                           |
| ------- | ------- | -------------------------- | -------------------------- | ------- | ------------------------------ |
| 1850    | 1861    | Muzio Tommasini            |                            | Podestà | -                              |
| 1861    | 1865    | Stefano de Conti           |                            | Podestà | -                              |
| 1865    | 1869    | Carlo Porenta              |                            | Podestà | Nominato dal governo imperiale |
| 1869    | 1879    | Massimiliano D'Angeli      | Italiano/Liberal-Nazionale | Podestà | -                              |
| 1879    | 1891    | Riccardo Bazzoni           | Italiano/Liberal-Nazionale | Podestà | -                              |
| 1891    | 1897    | Ferdinando Pitteri         | Italiano/Liberal-Nazionale | Podestà | -                              |
| 1897    | 1900    | Carlo Dompieri             |                            | Podestà | -                              |
| 1900    | 1909    | Luigi Scipione Sandrinelli | Italiano/Nazional-Liberale | Podestà | -                              |
| 1909    | 1915    | Alfonso Valerio            | Italiano/Liberal-Nazionale | Podestà | -                              |

## Regno d'Italia (1918-1947)
Governatori militari (1918-1919)
| Periodo | Periodo | Primo cittadino         | Partito | Carica      | Note |
| ------- | ------- | ----------------------- | ------- | ----------- | ---- |
| 1918    | 1919    | Carlo Petitti di Roreto |         | Governatore | -    |

Commissari generali per la Venezia Giulia (1919-1922)
| Periodo | Periodo | Primo cittadino   | Partito | Carica      | Note |
| ------- | ------- | ----------------- | ------- | ----------- | ---- |
| 1919    |         | Augusto Ciuffelli |         | Commissario | -    |
| 1919    | 1922    | Antonio Mosconi   |         | Commissario | -    |

Sindaci e podestà (1919-1947)
| Periodo | Periodo | Primo cittadino    | Partito                           | Carica            | Note  |
| ------- | ------- | ------------------ | --------------------------------- | ----------------- | ----- |
| 1919    |         | Antonio Noris      |                                   | Regio commissario |       |
| 1919    | 1921    | Alfonso Valerio    |                                   | Sindaco           | [ 2 ] |
| 1921    | 1922    | Enrico Cavalieri   |                                   | Regio commissario |       |
| 1922    | 1926    | Giorgio Pitacco    |                                   | Sindaco           |       |
| 1926    | 1927    | Carlo Archi        | Partito Nazionale Fascista        | Podestà           |       |
| 1928    | 1933    | Giorgio Pitacco    | Partito Nazionale Fascista        | Podestà           |       |
| 1933    | 1938    | Enrico Paolo Salem | Partito Nazionale Fascista        | Podestà           |       |
| 1938    | 1943    | Luigi Ruzzier      | Partito Nazionale Fascista        | Podestà           |       |
| 1943    | 1945    | Cesare Pagnini     |                                   | Podestà           | [ 3 ] |
| 1945    | 1947    | Michele Miani      | Comitato di Liberazione Nazionale | Sindaco           |       |

## Territorio Libero di Trieste (1947-1954)
| Periodo | Periodo | Primo cittadino | Partito                           | Carica  | Note          |
| ------- | ------- | --------------- | --------------------------------- | ------- | ------------- |
| 1947    | 1949    | Michele Miani   | Comitato di Liberazione Nazionale | Sindaco |               |
| 1949    | 1952    | Gianni Bartoli  | Democrazia Cristiana              | Sindaco | Elezioni 1949 |
| 1952    | 1954    | Gianni Bartoli  | Democrazia Cristiana              | Sindaco | Elezioni 1952 |

## Repubblica Italiana (dal 1954)
| Sindaci eletti dal Consiglio comunale (1946-1993)    | Sindaci eletti dal Consiglio comunale (1946-1993) | Sindaci eletti dal Consiglio comunale (1946-1993) | Sindaci eletti dal Consiglio comunale (1946-1993) | Sindaci eletti dal Consiglio comunale (1946-1993) | Sindaci eletti dal Consiglio comunale (1946-1993) | Sindaci eletti dal Consiglio comunale (1946-1993) | Sindaci eletti dal Consiglio comunale (1946-1993) | Sindaci eletti dal Consiglio comunale (1946-1993) |
| Nominativo                                           | Nominativo                                        | Partito                                           | Partito                                           | Partito                                           | Partito                                           | Mandato                                           | Mandato                                           | Elezione                                          |
| Nominativo                                           | Nominativo                                        | Partito                                           | Partito                                           | Partito                                           | Partito                                           | Inizio                                            | Fine                                              | Elezione                                          |
| ---------------------------------------------------- | ------------------------------------------------- | ------------------------------------------------- | ------------------------------------------------- | ------------------------------------------------- | ------------------------------------------------- | ------------------------------------------------- | ------------------------------------------------- | ------------------------------------------------- |
|                                                      | Gianni Bartoli                                    |                                                   | Democrazia Cristiana                              | Democrazia Cristiana                              | Democrazia Cristiana                              | 1954                                              | 1956                                              | –                                                 |
| 1956                                                 | Gianni Bartoli                                    | 1957                                              | Democrazia Cristiana                              | Democrazia Cristiana                              | Democrazia Cristiana                              | Elezione 1956                                     |                                                   |                                                   |
|                                                      | Mario Franzil                                     |                                                   | Democrazia Cristiana                              | Democrazia Cristiana                              | Democrazia Cristiana                              | 1958                                              | 1962                                              | Elezione 1958                                     |
| 1962                                                 | Mario Franzil                                     | 1967                                              | Democrazia Cristiana                              | Democrazia Cristiana                              | Democrazia Cristiana                              | Elezione 1962                                     |                                                   |                                                   |
|                                                      | Marcello Spaccini                                 |                                                   | Democrazia Cristiana                              | Democrazia Cristiana                              | Democrazia Cristiana                              | 1967                                              | 1972                                              | Elezione 1966                                     |
| 1972                                                 | Marcello Spaccini                                 | 1978                                              | Democrazia Cristiana                              | Democrazia Cristiana                              | Democrazia Cristiana                              | Elezione 1972                                     |                                                   |                                                   |
|                                                      | Manlio Cecovini                                   |                                                   | Lista per Trieste                                 | Lista per Trieste                                 | Lista per Trieste                                 | 1978                                              | 1983                                              | Elezione 1978                                     |
|                                                      | Deo Rossi                                         |                                                   | Lista per Trieste                                 | Lista per Trieste                                 | Lista per Trieste                                 | 1983                                              | 1983                                              | Elezione 1982                                     |
|                                                      | Franco Richetti                                   |                                                   | Democrazia Cristiana                              | Democrazia Cristiana                              | Democrazia Cristiana                              | 1983                                              | 1986                                              | Elezione 1982                                     |
|                                                      | Arduino Agnelli                                   |                                                   | Partito Socialista Italiano                       | Partito Socialista Italiano                       | Partito Socialista Italiano                       | 1986                                              | 1986                                              | Elezione 1982                                     |
|                                                      | Giulio Staffieri                                  |                                                   | Lista per Trieste                                 | Lista per Trieste                                 | Lista per Trieste                                 | 1986                                              | 1988                                              | Elezione 1982                                     |
|                                                      | Franco Richetti                                   |                                                   | Democrazia Cristiana                              | Democrazia Cristiana                              | Democrazia Cristiana                              | 1988                                              | 1992                                              | Elezione 1988                                     |
|                                                      | Giulio Staffieri                                  |                                                   | Lista per Trieste                                 | Lista per Trieste                                 | Lista per Trieste                                 | 1992                                              | 1993                                              | Elezione 1992                                     |
| Sindaci eletti direttamente dai cittadini (dal 1993) |                                                   |                                                   |                                                   |                                                   |                                                   |                                                   |                                                   |                                                   |
| Nominativo                                           | Nominativo                                        | Partito                                           | Partito                                           | Coalizione                                        | Coalizione                                        | Mandato                                           | Mandato                                           | Elezione                                          |
| Nominativo                                           | Nominativo                                        | Partito                                           | Partito                                           | Coalizione                                        | Coalizione                                        | Inizio                                            | Fine                                              | Elezione                                          |
|                                                      | Riccardo Illy                                     |                                                   | Indipendente                                      |                                                   | DC-PDS-AD                                         | 5 dicembre 1993                                   | 12 maggio 1997                                    | Elezione 1993                                     |
|                                                      | Riccardo Illy                                     | PDS-PPI-RI                                        | Indipendente                                      | 12 maggio 1997                                    | 24 giugno 2001                                    | Elezione 1997                                     |                                                   |                                                   |
|                                                      | Roberto Dipiazza                                  |                                                   | Forza Italia                                      |                                                   | FI-AN-UdC-LN-PRI                                  | 24 giugno 2001                                    | 23 aprile 2006                                    | Elezione 2001                                     |
|                                                      | Roberto Dipiazza                                  | FI-AN-UdC-LN-PRI                                  | Forza Italia                                      | 23 aprile 2006                                    | 31 maggio 2011                                    | Elezione 2006                                     |                                                   |                                                   |
|                                                      | Roberto Cosolini                                  |                                                   | Partito Democratico                               |                                                   | PD-SEL-IdV-FdS-PSI                                | 31 maggio 2011                                    | 20 giugno 2016                                    | Elezione 2011                                     |
|                                                      | Roberto Dipiazza                                  |                                                   | Forza Italia                                      |                                                   | FI-LN-FdI-L. civiche                              | 20 giugno 2016                                    | 18 ottobre 2021                                   | Elezione 2016                                     |
|                                                      | Roberto Dipiazza                                  | FdI-LSP-FI-L. civiche                             | Forza Italia                                      | 18 ottobre 2021                                   | in carica                                         | Elezione 2021                                     |                                                   |                                                   |